# Étienne Boby de La Chapelle
Étienne François Marie Boby de La Chapelle est un haut-fonctionnaire français né à Melun le 3 octobre 1786, et mort à Provins le 10 janvier 1867.

## Biographie
Étienne Boby de La Chapelle est le fils de Louis René Boby de La Chapelle (1743-Provins, 1840) directeur des fermes avant 1781, puis directeur de la régie générale des aides de Melun entre 1781 et 1788, procureur général et spécial du régisseur des recettes des droits en 1781, chef de division à la Comptabilité nationale, propriétaire à Provins à partir de 1809 et administrateur secrétaire des hospices entre 1814 et 1817, et de Marie Catherine Lévesque de Moricourt (morte en 1800), veuve de Marie Léon Charles de Séjourné.
Il s'est marié à Provins, en 1808, à Julie Aurélie Simon (1791-1835), fille de Jacques Germain Simon (Provins, 1753-Provins, 1839), avocat et notaire royal en 1780, président du district de Provins en 1792, membre du Conseil des Cinq-Cents en 1798, du Corps législatif entre 1799 et 1804, député de Seine-et-Marne en 1815, dont il a eu dix enfants, dont Alphonse (Provins, 1812-Saint-Servan, 1893) qui a été préfet et Eugène Auguste Boby de la Chapelle (Provins,1824-Gravelotte, 1870).
Il commence sa carrière administrative comme inspecteur des chemins vicinaux de l’arrondissement de Provins entre 1812 et 1817. Adjoint de la municipalité de Provins en 1815, il est destitué par Louis XVIII pour ses idées libérales, de nouveau entre 1817 et 1830, il est le chef de l'opposition en 1822-1824.
Après les Trois Glorieuses, il est nommé préfet de Seine-et-Marne le 23 août 1830 sur recommandation de Gilbert du Motier de La Fayette qui est alors député de Seine-et-Marne. En 1832, il est nommé préfet de la Mayenne (27 novembre) et maître des requêtes au Conseil d’Etat en service extraordinaire (9 décembre). Il est ensuite préfet d'Ille-et-Vilaine, le 9 juillet 1836 jusqu'en 1837, préfet du Lot, le 23 juillet 1837, puis préfet de Tarn-et-Garonne, le 4 janvier 1847 et mis à la retraite à la suite de la révolution de 1848.
Il continue sa carrière publique comme conseiller général du département de Seine-et-Marne, le 20 août 1848 jusqu'en 1867, membre du conseil départemental de l’instruction publique.
Il est membre de la Société d'archéologie, sciences, lettres et arts du département de Seine-et-Marne et de la Société libre d'agriculture, sciences et arts de Provins.

## Distinctions
- Chevalier de la Légion d'honneur, en 1832.
- Officier de la Légion d'honneur, en 1846[2].